# Lambda (bogstav)
 For alternative betydninger, se Lambda. (Se også artikler, som begynder med Lambda)
Lambda (Λ λ) er 11. bogstav i det græske alfabet. Det lyder som det latinske 'l'.

## Computer
I unicode er Λ U+039B og λ er U+03BB.
|   | decimal | hex     | HTML     |
| - | ------- | ------- | -------- |
| λ | &#955;  | &#x3bb; | &lambda; |
| Λ | &#923;  | &#x39b; | &Lambda; |

I det græske talsystem har lambda værdien 30.
Det store lambda (Λ) brugtes af spartanerne som deres symbol og blev malet på deres våbenskjolde. Det stod for "Lakedaimon" fra den egn af Grækenland hvori Sparta ligger.
Spartanernes lambda (Λ) er overtaget af NATO og bruges påmalet på køretøjer i fælles NATO-operationer som kendingssymbol.

I fysikkens verden bruges et lille lambda (λ) som betegnelse for bølgelængde.